# Jean-Pierre Travot
Jean Pierre Travot (Poligny, 7 gennaio 1767 – Parigi, 7 gennaio 1836) è stato un generale francese.

## La vita militare
Nel 1791, Jean Pierre Travot è già tenente colonnello al battaglione dei volontari del Giura. Diventato generale-aiutante, si distinse nelle Guerre di Vandea dove serve sotto il comando del generale Hoche. La sua principale vittoria fu la cattura di François Charette il 23 marzo 1796 a La Chabotterie, questo successo gli permette di raggiungere la categoria di generale.
Resta in Vandea fino al 1802. È apprezzato dagli enti locali che si rammaricano della sua partenza, il consiglio comunale delle Sables-d'Olonne arriva anche a protestare per il suo trasferimento presso il ministero della guerra. Ritorna tuttavia nel 1807 e gli affidano il comando delle truppe a Roche-sur-Yon.
Verso la fine del 1807 parte per partecipare all'invasione del Portogallo. Dopo questa spedizione, otterrà diversi comandi territoriali in Francia. Torna sulla penisola iberica nel 1812, alla testa della 2ª divisione dell'esercito dei Pirenei. Nel 1814 prende parte alla battaglia di Tolosa, che oppone le truppe del maresciallo Soult a quelle degli inglesi e spagnoli del Duca di Wellington. Al termine di questa battaglia, i francesi devono ritirarsi nonostante opposero una forte resistenza.
Con la caduta del impero, il generale Travot, benché repubblicano, restò nell'esercito. Ma fedele ai suoi impegni, si ricongiunge a Napoleone fin dal suo ritorno in Francia (i Cento Giorni). Immediatamente, l'imperatore lo invia in Vandea per partecipare alla quarta guerra di Vandea. Il 16 maggio 1815, gli inglesi scaricano armi a Saint-Gilles-sur-Vie e nei giorni seguenti dopo una serie di confronti, il generale Travot riesce a confiscarne la maggior parte. Ma è la sua vittoria più importante è quella a Rocheservière il 21 giugno 1815 che pone fine alla guerra.

## La fine
Travot con il ritorno di Luigi XVIII di Francia viene perseguitato e verrà giudicato da uno dei suoi avversari, Simon Canuel, un ex militare repubblicano che si era unito ai monarchici, Travot verrà quindi condannato a morte, ma la pena verrà commutata in vent'anni di reclusione. Profondamente colpito dal carcere, diventerà pazzo e morirà nel 1836 in una casa di cura a Parigi. Suo viglio Victor intraprenderà come lui la carriera militare.

## Curiosità
Il suo nome è inciso sul lato Ovest dell'Arco di trionfo a Parigi, insieme a quello di altri 659 generali che combatterono nel periodo della rivoluzione francese e del primo impero napoleonico.